# Lilla Jönssonligan
Lilla Jönssonligan är en spin-offserie på Jönssonligan som handlar om Jönssonligans äventyr som barn.

## Om serien
Serien skildrar Charles-Ingvar "Sickan" Jönsson, Ragnar Vanheden och Dynamit-Harry som barn i deras första äventyr.
De första tre filmerna utspelas på 50-talet. Den fjärde filmen, Lilla Jönssonligan & stjärnkuppen, utspelar sig under det tidiga 2000-talet. 
I de första två filmerna spelades "Sickan" av Kalle Eriksson, Vanheden av Jonathan Flumée och Dynamit-Harry av Fredrik Glimskär. I Lilla Jönssonligan på kollo spelas "Sickan" av Conrad Cronheim, Vanheden av Buster Söderström och Dynamit-Harry av Anton Pettersson och i Lilla Jönssonligan & stjärnkuppen spelas "Sickan" av Mikael Lidgard, Vanheden av Axel Skogberg och Dynamit-Harry av Hugo Flytström.

## Filmer
| Titel                                   | Premiär          | Regissör         | Författare                         |
| --------------------------------------- | ---------------- | ---------------- | ---------------------------------- |
| Lilla Jönssonligan och cornflakeskuppen | 29 november 1996 | Christjan Wegner | Mikael Hylin & Christjan Wegner    |
| Lilla Jönssonligan på styva linan       | 28 november 1997 | Christjan Wegner | Christjan Wegner & Björn Carlström |
| Lilla Jönssonligan på kollo             | 23 januari 2004  | Christjan Wegner | Christjan Wegner                   |
| Lilla Jönssonligan & stjärnkuppen       | 27 januari 2006  | David Berron     | Anna Fredriksson                   |

## Pjäs
26 februari 2006 hade pjäsen Lilla Jönssonligan och glasskampen premiär på Vasateatern.